# Effets de la lumière bleue sur le sommeil et les rythmes circadiens

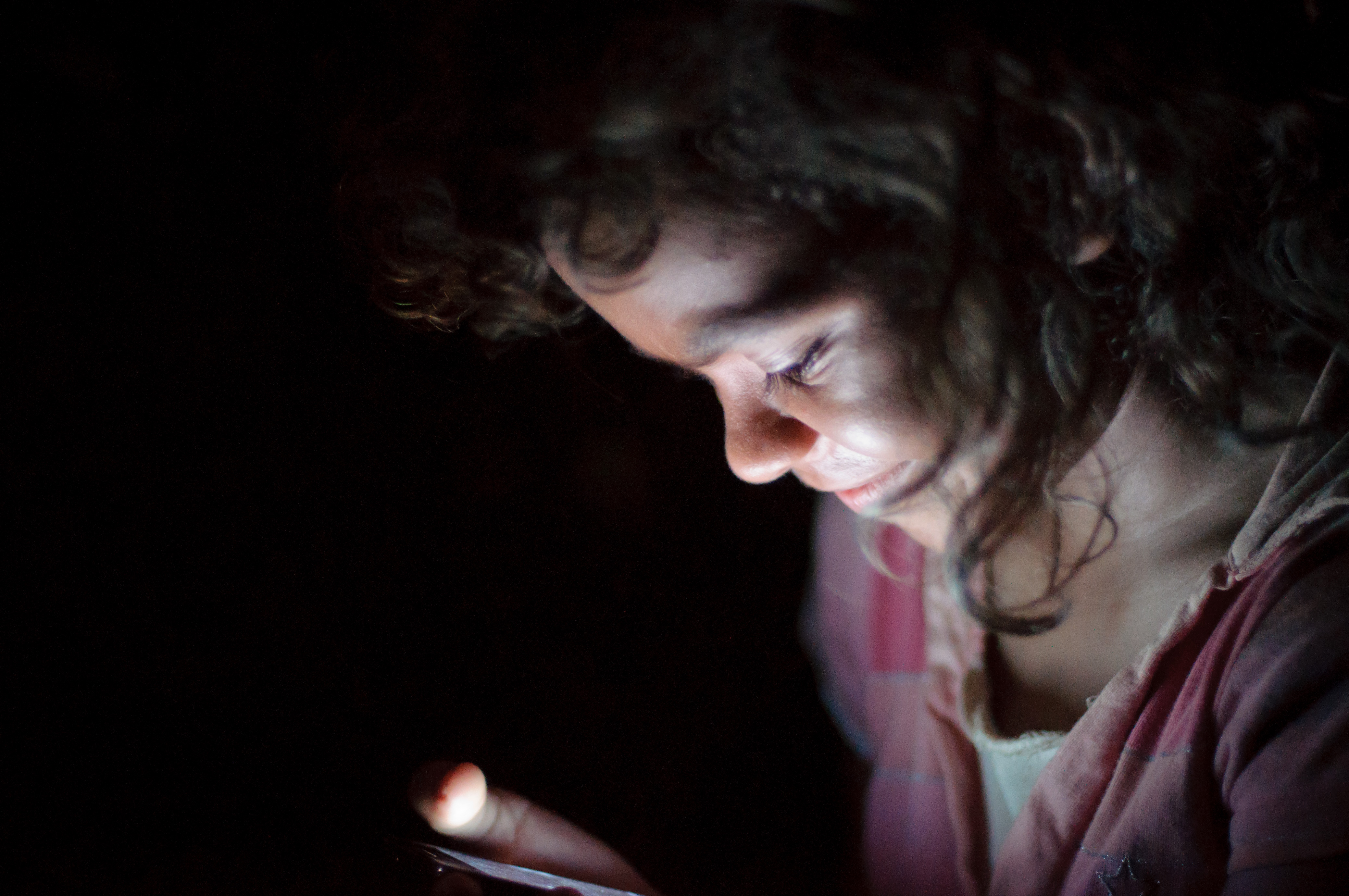

L’horloge circadienne définit un temps subjectif chez un organisme, avec une période d’environ 24 heures. Cette horloge génère les rythmes circadiens qui se synchronisent aux signaux de l’environnement.
Les émissions de lumière bleue peuvent affecter l’horloge circadienne, qui module le rythme éveil-sommeil par l’entremise de la mélatonine. C’est par une exposition à la lumière qu’un certain niveau d’alerte peut être maintenu chez l’individu. La lumière émise par les diodes électroluminescentes (DEL) classiques apparaît blanche, mais elle a en fait une émission dans les longueurs d’onde correspondant à la lumière bleue, entre 450 et 470 nm. Les appareils électroniques ont donc un effet sur le sommeil en émettant de la lumière bleue.

## Effets de la lumière bleue sur le sommeil

### Effet de la mélatonine sur le rythme circadien du sommeil
La mélatonine, aussi appelée hormone du sommeil, est sécrétée par la glande pinéale. Régulant le sommeil, la sécrétion de mélatonine est élevée la nuit et faible le jour chez pratiquement toutes les espèces,,. Cette sécrétion serait supprimée ou décalée lors de l’exposition à la lumière artificielle.
Le rythme circadien est généré par les noyaux suprachiasmatiques (NCS) de l’hypothalamus et il est entraîné par l’alternance entre le jour et la nuit,,,. Les NSC, où se situe l’horloge circadienne centrale, sont directement connectés à la rétine et lorsque cette voie est perturbée, le cycle éveil-sommeil ne peut être synchronisé avec le cycle jour/nuit (LD). La mélatonine est un synchroniseur endogène des rythmes circadiens, de température et d’éveil-sommeil en particulier,,. Il y a donc une voie neuronale qui s’étend du NSC à la glande pinéale,.
Chez l’homme, il a été observé que la régulation de la mélatonine est contrôlée par des photorécepteurs qui diffèrent des photorécepteurs connus pour la vision. En effet, selon une étude, un seul photopigment a été identifié comme principal responsable de la suppression de la mélatonine. Il s'agit d'un photopigment d’opsine, la mélanopsine, qui intervient dans la photoréception circadienne. La mélanopsine, trouvée dans la rétine, est responsable de l’entraînement du cycle circadien et de la régulation lumière-dépendante de la mélatonine chez l’humain. Les signaux lumineux envoyés aux structures du cerveau contenant l’horloge circadienne centrale sont en partie médiés par la mélanopsine. Cela entraîne l’activité neuronale des NSC et ceux-ci entraînent à leur tour la sécrétion rythmique de mélatonine,.

### Effet de la lumière bleue sur les taux de mélatonine
Il a été possible de quantifier la baisse de mélatonine causée par la lumière bleue en exposant divers individus à 5 longueurs d’onde différentes en pleine nuit (à 2 h du matin). Ce sont les longueurs d’onde de 476 nm, 509 nm et 542 nm qui ont causé les plus grandes baisses des niveaux de mélatonine, en moyenne de 26 %, 64 % et 20 % respectivement. Ces trois longueurs d’onde vont du bleu au vert, 509 nm étant un intermédiaire. La lumière bleue a donc une forte incidence sur les taux de mélatonine avec un effet plus prononcé que d’autres longueurs d’onde,,.
Cependant, l’intensité lumineuse est aussi un facteur important dans les effets de la lumière sur la mélatonine. La longueur d’onde 509 nm trouvée dans l’étude précédente a été appliquée à différentes intensités pour y voir les variations du niveau de mélatonine. Ces intensités partaient de 0,01 µW/cm3 et allaient jusqu’à 13 µW/cm3, une valeur au moins 100 fois plus grande que la valeur moyenne de l’éclairage d’une pièce. L’intensité critique déclenchant une baisse de mélatonine se trouvait entre 1,6 et 5 µW/cm3 chez tous les sujets et une augmentation de cette intensité apportait toujours une baisse plus importante des niveaux de mélatonine durant la nuit. Il est important de noter qu’un humain est équipé de mécanismes pour réduire l’intensité de la lumière mécaniquement, notamment par la contraction de l’iris. Les intensités critiques sont donc peut-être sous-estimées, mais une baisse de la mélatonine est réellement observée.

### Changements de phases affectant le sommeil et provoqués par la lumière bleue
En fonction du moment de la journée, un signal de l’environnement a des effets différents sur la phase du rythme. Une exposition à la lumière bleue le matin cause une avance de phase du rythme de sécrétion de la mélatonine, c’est-à-dire une baisse du taux de la mélatonine. En effet, comme dit précédemment, la mélatonine est moins présente dans le sang pendant la journée, par rapport à la nuit. De plus, la mélatonine atteint son taux maximal entre 2 h et 4 h du matin. Ainsi, une exposition à la lumière bleue le soir provoque un délai de phase, ce qui correspond également à un taux moins élevé de mélatonine. Par conséquent, en retardant l’augmentation du taux de mélatonine et en décalant ainsi l’arrivée de la fatigue le soir, la lumière bleue a un effet sur le sommeil.

## Appareils électroniques et sommeil
Les appareils électroniques sont omniprésents dans notre société et sont, pour la plupart, rétroéclairés par des diodes électroluminescentes.
Les appareils électroniques autolumineux émettent un rayonnement optique à de courtes longueurs d’onde proches de la sensibilité maximale de la suppression de la mélatonine. Cette sensibilité maximale est proche de 450 nm. Les différentes tablettes, les cellulaires et plusieurs autres objets courants ont donc un effet non négligeable sur les niveaux de mélatonine et donc le sommeil. Par l’exposition d’individus à des tablettes électroniques durant des périodes d’une heure et de deux heures il a été possible de quantifier l’effet de ces appareils électroniques sur les niveaux de mélatonine. Après une heure d’exposition, aucune baisse significative ne fut observée, mais après deux heures une baisse moyenne de 23 % du niveau de mélatonine a été observée. Il est important de noter qu’avec un filtre orangé devant les yeux des participants, aucune baisse n’a été observée.
Comme il est dit précédemment, l’exposition à la lumière bleue le soir et au début de la nuit a un effet suppresseur sur la production de la mélatonine. La lumière transmise par les livres électroniques a une émission dans les longueurs d’onde correspondantes à la lumière bleue. Ainsi, il a été observé que la lecture d’un livre électronique diminue drastiquement les niveaux de mélatonine contrairement au livre papier, ce qui a été associé à une diminution de l’envie de dormir et de fatigue. Il fallait dix minutes de plus pour s’endormir comparativement au livre papier. De plus, le lendemain matin, les personnes ayant lu un livre électronique la veille se sentaient plus fatiguées que les personnes ayant lu un livre papier et il leur a fallu beaucoup plus de temps pour atteindre le même niveau d’alerte. Ceci est dû au décalage du rythme circadien associé à leur phase de sommeil. La phase circadienne de mélatonine était décalée d’une heure et demi pour les lecteurs de livres électroniques comparativement aux lecteurs de livres papier. Il a également été démontré que l’utilisation d’un écran pendant plus de deux heures était associé de manière significative à un déficit de sommeil.
Les appareils électroniques font désormais partie intégrante de la vie des adolescents et des adultes. Ceux-ci affectent directement le sommeil en augmentant l’excitation psychophysiologique provoquée par le contenu stimulant ou par l’exposition à la lumière vive inhérente. Cette lumière vive peut donc avoir une incidence sur le sommeil de deux façons. D’une part en retardant le rythme circadien lors de l’exposition le soir, d’autre part en provoquant elle-même une stimulation immédiate par l’activation du système nerveux central.